# Administrativní dělení Mali
Mali bylo v roce 2016 rozděleno do deseti regionů a hlavního města. Reorganizace země z devatenácti na osm regionů byla provedena v roce 2012, ale později byly vytvořeny nové regiony, Taoudénit (dříve část regionu Tombouctou) a Ménaka (dříve kerkl v regionu Gao). Každý z regionů nese název svého hlavního města. Regiony jsou dále rozděleny do 56 kerklů. Kerkly jsou poté rozděleny do 703 komun.

## Regiony

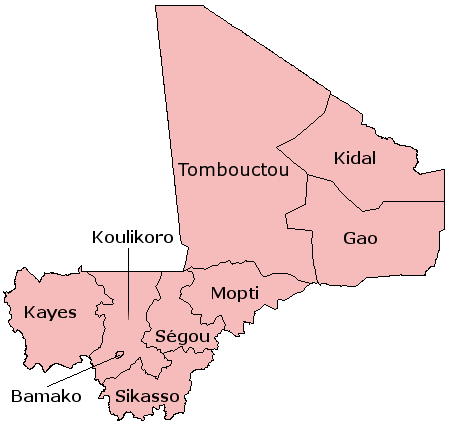
Regiony v Mali

Regiony jsou očíslovány římskými číslicemi. Hlavní město Bamako není očíslováno, má však stejné číslo jako region Koulikoro.
| Region     | Hlavní město | Číslo | Rozloha (km2) | Počet obyvatel (1998) | Počet obyvatel (2009) |
| ---------- | ------------ | ----- | ------------- | --------------------- | --------------------- |
| Kayes      | Kayes        | I     | 119,743       | 1,374,316             | 1,996,812             |
| Koulikoro  | Koulikoro    | II    | 95,848        | 1,570,507             | 2,418,305             |
| Bamako     | Bamako       | II    | 252           | 1,016,296             | 1,809,106             |
| Sikasso    | Sikasso      | III   | 70,280        | 1,782,157             | 2,625,919             |
| Ségou      | Ségou        | IV    | 64,821        | 1,675,357             | 2,336,255             |
| Mopti      | Mopti        | V     | 79,017        | 1,484,601             | 2,037,330             |
| Tombouctou | Timbuktu     | VI    | 496,611       | 442,619               | 681,691               |
| Gao        | Gao          | VII   | 89,532        | 341,542               | 544,120               |
| Kidal      | Kidal        | VIII  | 151,430       | 38,774                | 67,638                |
| Taoudénit  | Taoudénit    | IX    | –             | –                     | –                     |
| Ménaka     | Ménaka       | X     | 81,040        | –                     | –                     |